# Alfonso Matrella
Alfonso Maria Matrella (Foggia, 15 augustus 1913 – Milaan, 27 mei 1992) was een Italiaans componist, muziekpedagoog, dirigent, arrangeur en pianist.

## Levensloop
Matrella speelde als jongetje hobo en saxofoon in verschillende banda's van zijn bakermat. Later studeerde hij eerst privé muziek bij Alfredo Leuci Cesi, Angelo De Giorgi, Vincenzo Di Savino en Giovanni Caradonna en later (muziektheorie, contrapunt, fuga, compositie, orkestdirectie en piano) aan het Conservatorio di San Pietro a Majella di Napoli in Napels, waar hij in 1942 zijn diploma's behaalde. Hij was docent voor compositie en piano aan het Conservatorio Umberto Giordano di Foggia in zijn geboortestad; een van zijn bekendste leerlingen aldaar was de jazzpianist Sante Palumbo. Als dirigent was hij verbonden aan talrijke harmonieorkesten zoals de Banda Municipale di Cerignola, de Banda di Vitulano (1948), de Bande pugliese di Biccari (1949-1950), de L'Associazione Culturale Bandistica di Locorotondo, de Corpo Bandistico "Euphonia" Città di San Giovanni Rotondo (1951-1952), de Grande Orchestra di Fiati "S. Mancini" Città di Lucera (1953), de Associazione Musicale "Vincenzo Bellini" in Giarratana (vanaf 1954), de Banda di Augusta "Corpo Bandistico Municipale Citta' di Chiaramonte Gulfi (1957-1961) en nadat hij in de regio Lombardije vertrokken was de Filarmonica Cittadina Alessandro Volta di Como (1965 en 1968 tot 1988), de Complesso Bandistico La Filarmonica di Abbiategrasso, de Corpo Musicale "La Concordia" di Crenna (Gallarate), de Corpo musicale "Santa Cecilia" di Seveso, de Corpo Musicale LA CATTOLICA di Cantù, de Corpo Musicale "Santa Cecilia" Locate Varesino, de Banda dei Postelegrafonici di Milano (van haar oprichting tot 1969) en de Banda dell'Amministrazione provinciale di Milano (1976-1982).
In de muziekuitgeverij Edizione Vidale in Milaan was hij verantwoordelijk voor de uitgaven voor banda's (harmonieorkesten). Hij bewerkte diverse opera's van Giuseppe Verdi voor harmonieorkest (Fantasia dall'Opera "Il Trovatore", Fantasia per banda dall'Opera "La Traviata", La Traviata - Ouverture e Brindisi, Aida - Coro e Marcia trionfale). 
Als componist schreef hij een groot aantal werken voor harmonieorkest, maar ook pedagogische werken voor blaasinstrumenten.

## Composities

### Werken voor banda (harmonieorkest)
- Abbiategrasso
- Addio!..., treurmars
- Biancospina
- Brianza Bella
- Buon Anno
- Calvario, treurmars
- Canto Pugliese
- Celestiale
- Devotamente
- Estremo tributo, treurmars
- Esultanza Lariana
- Festival, marcia sinfonica
- Garbogera Festante, mars[3]
- Giardino in Fiore
- Giarratana Festosa
- La Cittadina
- L'Aspirante solista, concert voor klarinet en harmonieorkest
- Les Majorettes
- Pianto Materno
- Religiosamente
- San Giovanni
- Scherzosa
- Schianto, treurmars
- Serenamente
- Sonno Eterno
- Sor Felice
- Sul Viale dei Tigli, marcia sinfonica[4]
- Un Bacio a Gesù, processiemars[5]
- Venerazione
- Via Tulipani
- Pianto Eterno"

### Pedagogische werken
- Il Clarinetto, methode voor klarinet
- Il Mensurale, Metodo di Solfeggio
- Il trombettista moderno e virtuoso, Studi cronologici e progressivi per tromba, flicorno e congeneri (chronologische en progressieve studies voor trompet of bugel)